# Örnsköldsvik Airport
Örnsköldsvik Airport (IATA: OER, ICAO: ESNO) är en regional flygplats i Örnsköldsviks kommun cirka 25 kilometer norrut från Örnsköldsviks centrum, på gränsen mellan Arnäs socken och Gideå socken.

## Historik
Ett avtal träffades mellan Luftfartsverket och kommunerna Örnsköldsviks stad, Grundsunda, Själevad och Arnäs den 5 januari 1960. Luftfartsverket skulle bygga flygplatsen och kommunerna skulle anskaffa marken. Kostnaden beräknades till 5 miljoner kronor och kommunerna skulle stå för 3,2 miljoner kronor. Flygplatsen invigdes 1961 och de enda inrikesavgångarna gick till Stockholm Arlanda Airport med Linjeflyg som SAS tog över när de köpte Linjeflyg 1992. Det förekommer turistcharter, bland annat direkt till Kroatien ett 10 tal avgångar per år. Antalet passagerare som reste via flygplatsen ökade under slutet av 1990-talet.
Flygplatsen byggdes om under 2003–2004 med bland annat nytt flygledartorn, ny avgångs- och ankomsthall och landningsbanan förlänges från 1804 meter till 2014 meter. På grund av problemen för SAS med flygplanstypen Dash 8-Q400 under hösten 2007 som resulterade i att den olycksdrabbade flygplanstypen togs ur flottan, samt på grund av bristande lönsamhet, valde SAS att lägga ner trafiken till och från Örnsköldsvik till Arlanda den 15 december 2008. Detta då man var tvungen att använda en större flygplanstyp, vilket var alltför olönsamt. Efter nedläggningsbeskedet från SAS beslutade det konkurrerande bolaget Höga Kusten Flyg som hade börjat flyga mellan Örnsköldsvik och Stockholm Arlanda Airport den 14 januari 2008 att utöka antalet avgångar för att täcka upp bortfallet av SAS. I augusti 2012 öppnade SJ snabbtågstrafik mellan Örnsköldsvik och Stockholm med 5½ timme restid vilket innebär en konkurrens med flyget. Efter 9 års frånvaro meddelade SAS under hösten 2017 att man åter planerade att trafikera sträckan Örnsköldsvik-Arlanda med flygmaskiner av typen ATR72-600. Premiären skedde i april 2018. Kort efter att SAS återupptagit trafiken så gick flygbolaget Next Jet, som några år tidigare fusionerat med Höga Kusten Flyg, i konkurs. SAS återkomst innebar en snabbt växande mängd passagerare (Örnsköldsvik hade 71 535 år 2017 och 89 562 år 2018) och från september 2018 körs vissa avgångar med plan av typen Boeing 737. SAS lägger ändå ned trafiken 1 februari 2020. Den 3 februari 2020 tog BRA flyg och Air Leap upp trafiken efter SAS. BRA flyg med destination Stockholm - Bromma flygplats och Air Leap till Stockholm - Arlanda flygplats. Världspandemin COVID-19 satte dock stopp för resandet innan trafiken riktigt hade etablerat sig. Båda flygbolagen fick drastiskt dra ner på all trafik och BRA flyg gick i rekonstruktion. För närvarande flyger Amapola air linjen i en av Trafikverket upphandlad linje.
Den 1 april 2011 köpte Örnsköldsviks kommun flygplatsen från Swedavia som tillsköt ett engångsbelopp på 52 miljoner kronor som driftbidrag. Flygplatsen ägs och drivs av det kommunala bolaget Örnsköldsvik Airport AB. Kostnaden för driften är 32 miljoner kronor om året och intäkterna 17 miljoner kronor.
Den 3 november 2014 fick Örnsköldsviks flygplats det första fjärrstyrda flygledartornet i världen, enligt beslut från Transportstyrelsen. Flygledartornet sköts från Sundsvall.

## Destinationer och flygbolag
Linjefart
| Land    | Stad      | IATA | ICAO | Flygplats         | Flygbolag   |
| ------- | --------- | ---- | ---- | ----------------- | ----------- |
| Sverige | Stockholm | ARN  | ESSA | Stockholm-Arlanda | Amapola air |

Charter
| Land     | Stad   | IATA | ICAO | Flygplats             | Arrangör             |
| -------- | ------ | ---- | ---- | --------------------- | -------------------- |
| Kroatien | Split  | SPU  | LDSP | Split-Resnik          | Kroatienspecialisten |
| Grekland | Rhodos | RHO  | LGRP | Rhodos-Diagoras       | Detur                |
| Grekland | Chania | CHQ  | LGSA | Chania-Daskalogiannis | Detur                |

## Passagerarstatistik
| Passagerarstatistik – Örnsköldsvik Airport     | Passagerarstatistik – Örnsköldsvik Airport | Passagerarstatistik – Örnsköldsvik Airport | Passagerarstatistik – Örnsköldsvik Airport | Passagerarstatistik – Örnsköldsvik Airport |
| ---------------------------------------------- | ------------------------------------------ | ------------------------------------------ | ------------------------------------------ | ------------------------------------------ |
|                                                |                                            |                                            |                                            |                                            |
| År                                             |                                            |                                            | Passagerare                                |                                            |
| 1997                                           | 1997                                       |                                            | 131 340                                    | 131 340                                    |
| 1998                                           | 1998                                       |                                            | 140 329                                    | 140 329                                    |
| 1999                                           | 1999                                       |                                            | 151 072                                    | 151 072                                    |
| 2000                                           | 2000                                       |                                            | 165 712                                    | 165 712                                    |
| 2001                                           | 2001                                       |                                            | 163 844                                    | 163 844                                    |
| 2002                                           | 2002                                       |                                            | 150 860                                    | 150 860                                    |
| 2003                                           | 2003                                       |                                            | 142 445                                    | 142 445                                    |
| 2004                                           | 2004                                       |                                            | 141 811                                    | 141 811                                    |
| 2005                                           | 2005                                       |                                            | 142 933                                    | 142 933                                    |
| 2006                                           | 2006                                       |                                            | 131 657                                    | 131 657                                    |
| 2007                                           | 2007                                       |                                            | 132 557                                    | 132 557                                    |
| 2008                                           | 2008                                       |                                            | 144 975                                    | 144 975                                    |
| 2009                                           | 2009                                       |                                            | 91 945                                     | 91 945                                     |
| 2010                                           | 2010                                       |                                            | 68 517                                     | 68 517                                     |
| 2011                                           | 2011                                       |                                            | 82 904                                     | 82 904                                     |
| 2012                                           | 2012                                       |                                            | 85 591                                     | 85 591                                     |
| 2013                                           | 2013                                       |                                            | 80 123                                     | 80 123                                     |
| 2014                                           | 2014                                       |                                            | 84 088                                     | 84 088                                     |
| 2015                                           | 2015                                       |                                            | 81 182                                     | 81 182                                     |
| 2016                                           | 2016                                       |                                            | 76 178                                     | 76 178                                     |
| 2017                                           | 2017                                       |                                            | 71 535                                     | 71 535                                     |
| 2018                                           | 2018                                       |                                            | 86 305                                     | 86 305                                     |
| 2019                                           | 2019                                       |                                            | 85 431                                     | 85 431                                     |
| 2020                                           | 2020                                       |                                            | 14 976                                     | 14 976                                     |
| 2021                                           | 2021                                       |                                            | 5 792                                      | 5 792                                      |
| 2022                                           | 2022                                       |                                            | 10 419                                     | 10 419                                     |
| 2023                                           | 2023                                       |                                            | 28 003                                     | 28 003                                     |
| Källa: Transportstyrelsens flygplatsstatistik. |                                            |                                            |                                            |                                            |